# Saint-Marcel-en-Marcillat
För andra betydelser, se Saint-Marcel.
Saint-Marcel-en-Marcillat är en kommun i departementet Allier i regionen Auvergne-Rhône-Alpes i de centrala delarna av Frankrike. Kommunen ligger  i kantonen Marcillat-en-Combraille som ligger i arrondissementet Montluçon. År 2022 hade Saint-Marcel-en-Marcillat 128 invånare.

## Befolkningsutveckling
Antalet invånare i kommunen Saint-Marcel-en-Marcillat
Referens: INSEE